# Soc Trang

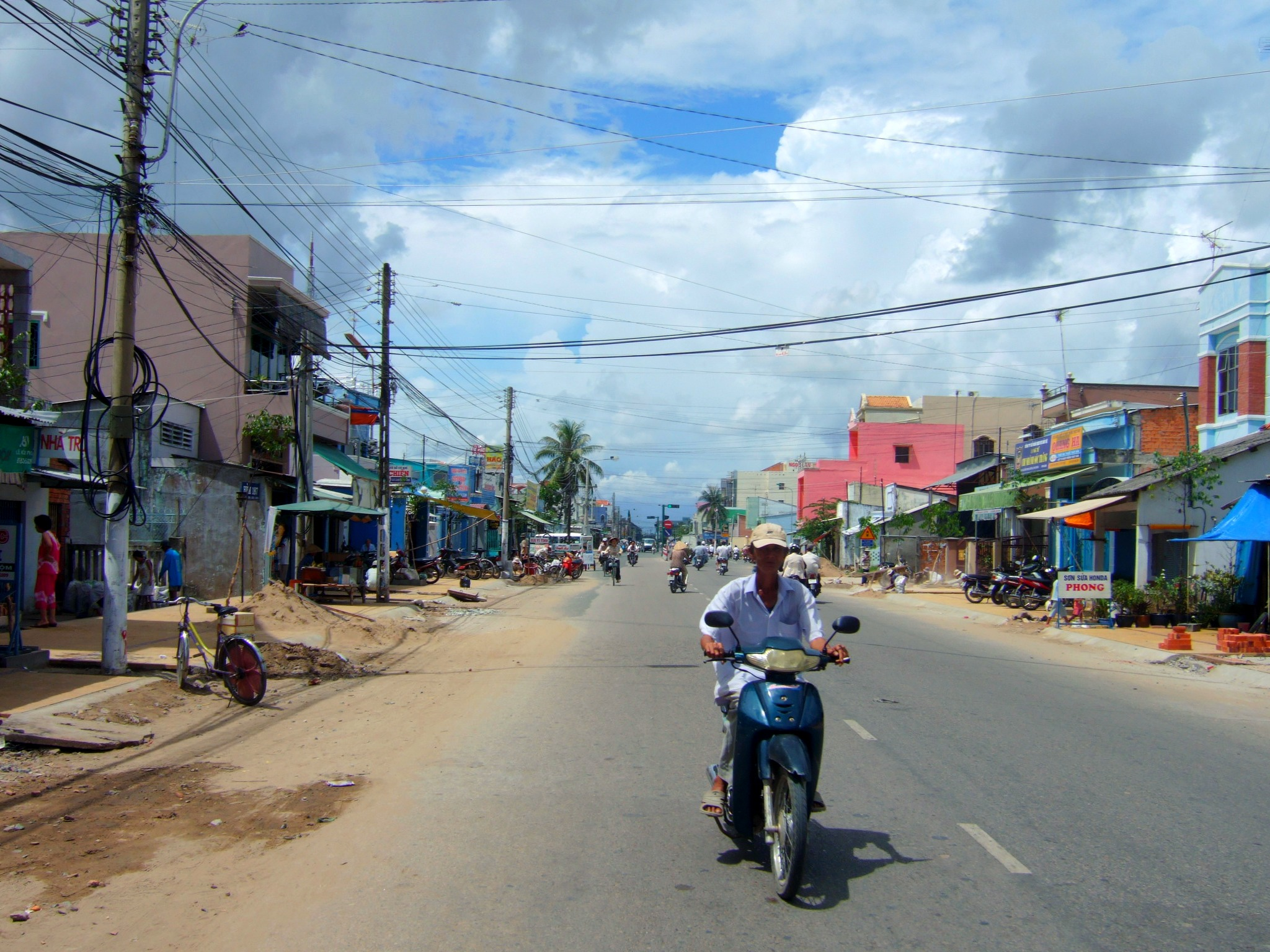
Gata i Soc Trang.

Soc Trang (på vietnamesiska Sóc Trăng) är en stad i Vietnam och är huvudstad i provinsen Soc Trang. Folkmängden uppgick till 136 018 invånare vid folkräkningen 2009.